# 東急7000系電車 (2代)
東急7000系電車（とうきゅう7000けいでんしゃ）は、2007年（平成19年）12月25日に営業運転を開始した東急電鉄の通勤形電車である。
東急で7000系を名乗る系列はこれで2代目になるため、「新7000系」と呼ばれることもある。

## 概要
老朽化した池上線・東急多摩川線（以下本項では「多摩川線」と表記する）の7700系および1000N'系置き換えのため、5000系列（6次車）をベースに設計・開発された。
2007年度と2008年度にそれぞれ3両編成2本（6両）が導入され、当初の計画では2011年（平成23年）度までに3両編成17本（51両）の増備を行い、7700系を全て置き換える予定であったが、2011年度末（2012年3月31日）時点の在籍数は予定増備数を大幅に下回る3両編成7本（21両）にとどまった。これは、2013年3月の東京メトロ日比谷線との相互直通運転終了に伴い、東横線用の1000系に大量の余剰が生じることが見込まれたため、東横線用の1000系を改造した1000系1500番台を池上線・多摩川線に投入することになり、増備を一旦中止したためである（この計画変更に関連して、置き換え対象であった7700系の一部は継続して使用することに変更した）。
その後、2017年度に3両編成2本（6両）、2018年度に3両編成6本（18両）が投入され、現在は3両編成15本（45両）の陣容となっている。

## 車両概説

### 車体
5000系列と共通の部材を使用したオールステンレス製である。投入線区に合わせて車体構造は18m級・片側3扉で、前面形状は非常用貫通扉を運転室から見て右側にオフセット配置された流線型を採用している。車体塗装は無塗装の外板に緑の濃淡のデザインを施しており、屋根部分に絶縁体として塗装される塗料も緑色とされた。床面の高さはレール面から1,130mmであり、レール面から1,100mmのプラットホームとの段差を縮減している。乗務員室の非常用はしごは操作しやすいように小型化された。
冷房装置は集中式を各車の屋根上に1基搭載する。冷房能力は61.05kW（52,500kcal/h）で、電熱ヒーターを組み込んだことで除湿や冬期の暖房も可能としている。本系列では三菱製の装置のみが採用された。
前面および側面の行先表示器はLED式で、表示は日本語と英語の交互表示である。書体は池上・多摩川線用の車両では初めてゴシック体が採用された。なお、前面の表示器は路線名表示も行い、3種類の表示がなされる。なお、蒲田駅を境に両線間を直通する場合は「◯◯線直通」が表示される。

### 内装

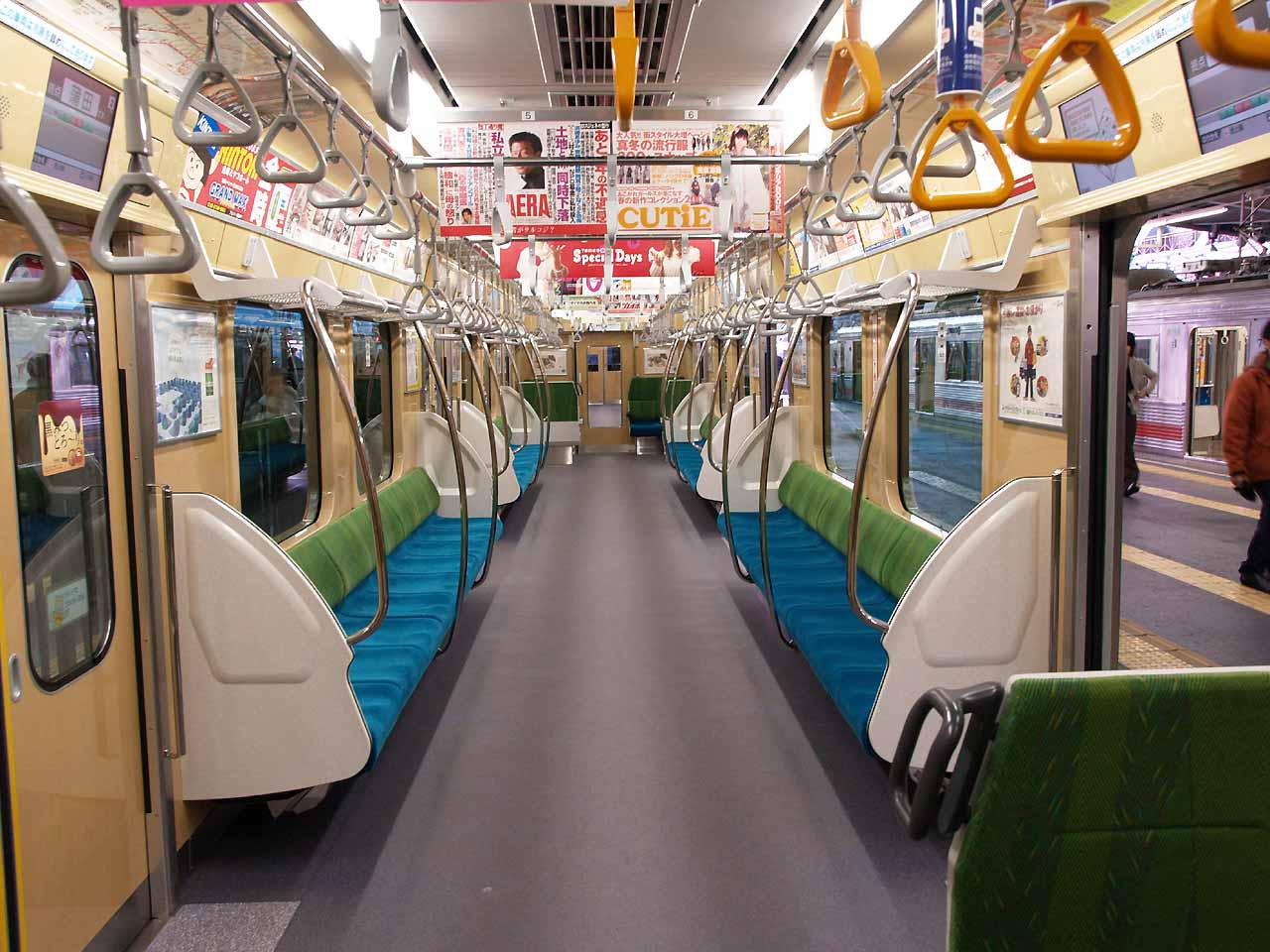
車内（デハ7200形）

本系列の客室内装は「居心地の良い空間の提供」をコンセプトとしており、カラースキームに木目調のものが採用された。これらには5000系列と共通のペーパーハニカム材にアルミ板と高硬度アートテックやデコラ化粧板を貼り付けた複合材料を使用している。
座席はロングシートを基本とするが、中間車のデハ7200形の車端部は横2+1列配置のボックス式クロスシートが設置されている。ロングシート部の形状や材質は5000系3次車以降と共通であるが、座席表地は緑色系とされている。1人あたりの掛け幅は460mmである。クロスシートの形状は東横線・大井町線用の9000系や世田谷線用の300系とは異なり、東日本旅客鉄道（JR東日本）E231系近郊タイプなどに類似する。
客用ドア間のつり革の位置は床面から1,630mmが基本であるが、ユニバーサルデザインの一環として1580mmのものを3個配置することで小柄な女性や子供、高齢者がつかまりやすいように配慮されている。荷棚は金網構成で、3000系より20mm位置を低くしている。
車椅子スペースはデハ7200形の蒲田寄りに設置されているが、これもユニバーサルデザインの一環として床面から700mmと950mmの位置に手すりを設置し、700mmの位置のものはクッションを巻くことで簡便な椅子や荷物置場としても使用することが可能で、950mmの位置のものはベビーカーの取っ手高さに合わせており、車椅子利用の乗客以外にもベビーカー利用の乗客や立席の乗客に対しても配慮されている。
客室側窓は車端部に固定式を1枚、客用ドア間に下降式のものを2枚配している。窓ガラスは熱線吸収および紫外線・赤外線カットを図っており、5000系列と同様に巻き上げカーテンは省略されている。
客用ドアは5000系6次車と同一仕様で、室内側は化粧板仕上げとされ、窓ガラスは結露防止の観点から複層構造が採用されている。客用ドア開閉の際には5000系列と同じ音のドアチャイムが鳴動するほか、新たに開閉時に赤く点滅するドア開閉表示灯が取り付けられている。車内の非常通報装置は埋め込み形として見付けの向上を図った。
池上線と東急多摩川線はワンマン運転を行っているが、車内で鳴らす発車合図用のベルは、1000系・7600系・7700系とは違い、本系列では東急の駅で使われているものと同じベルが使用されている。
車内写真

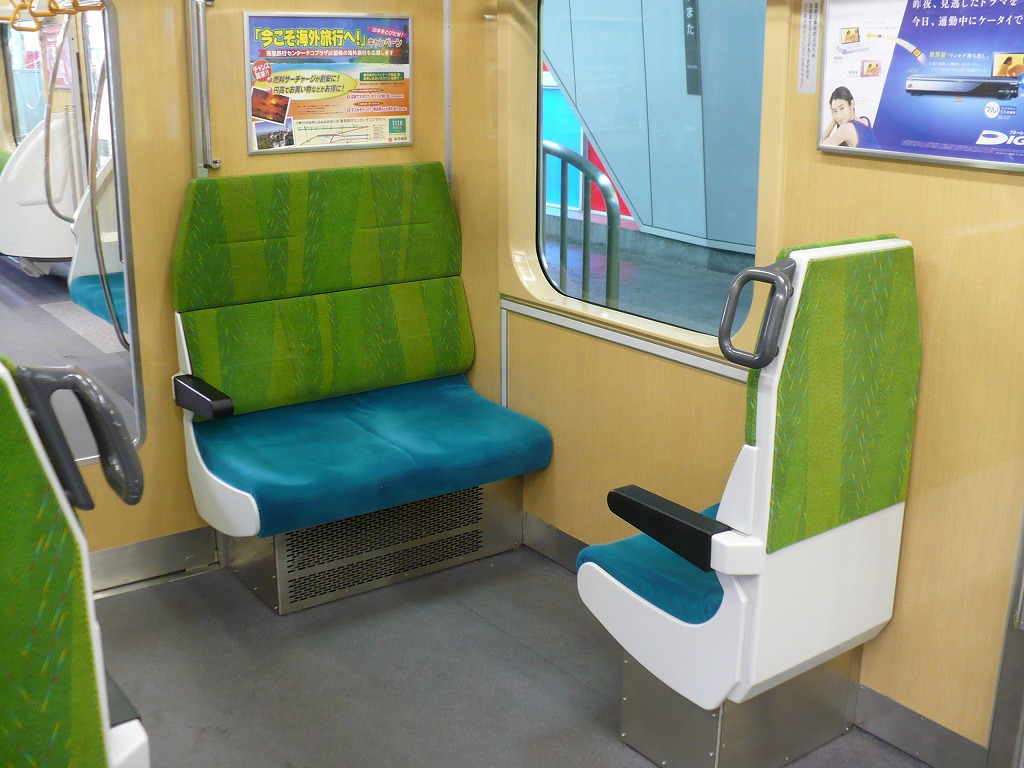
2号車のクロスシート
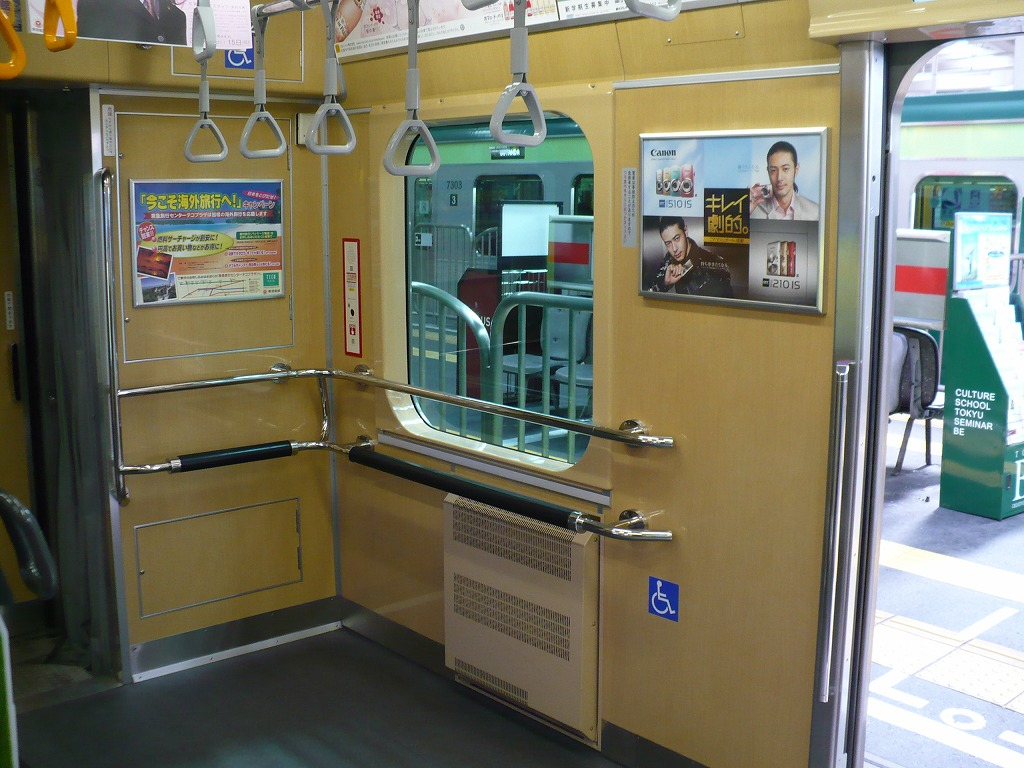
2号車の車椅子スペース
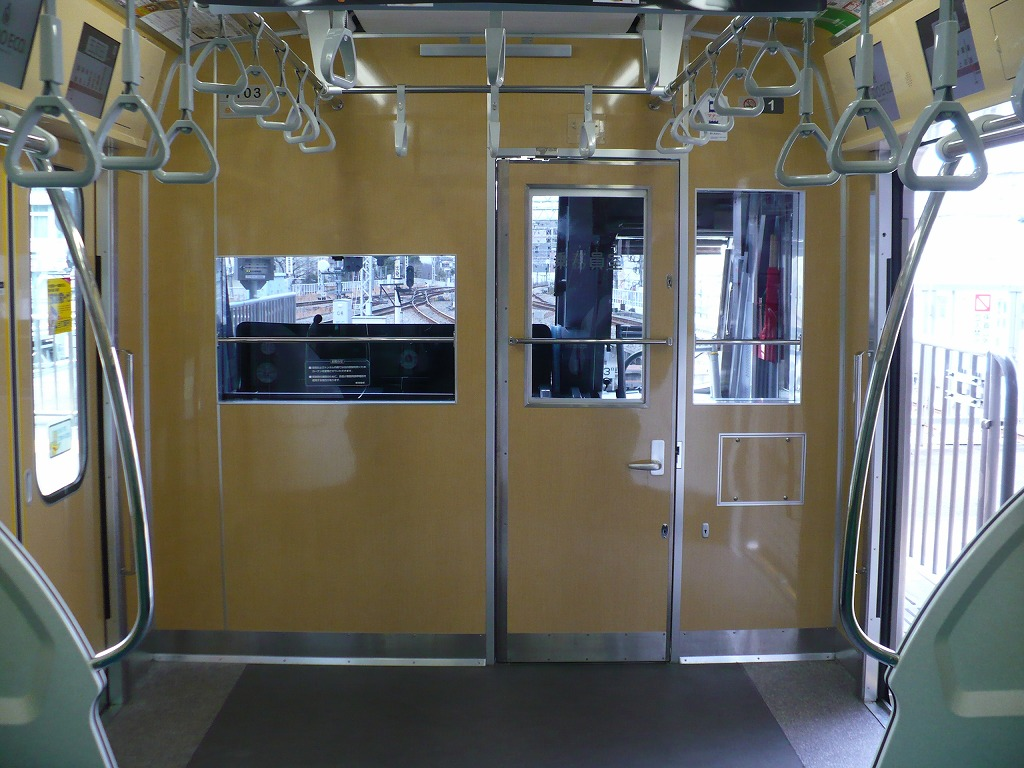
乗務員室背面仕切壁
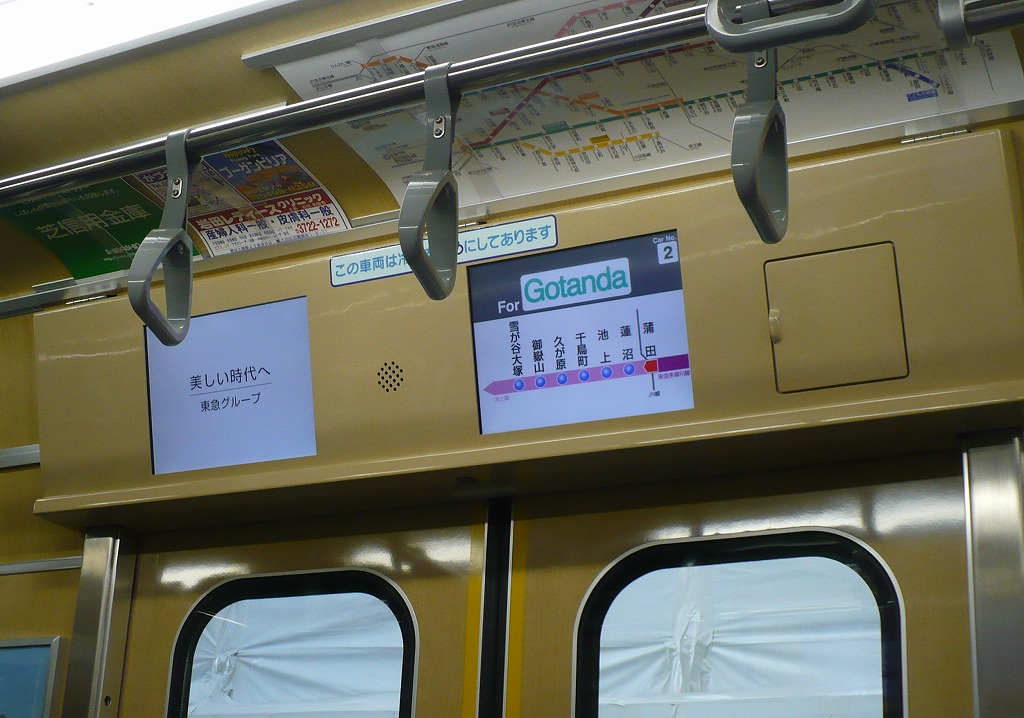
鴨居部の案内表示器（15インチLCD）
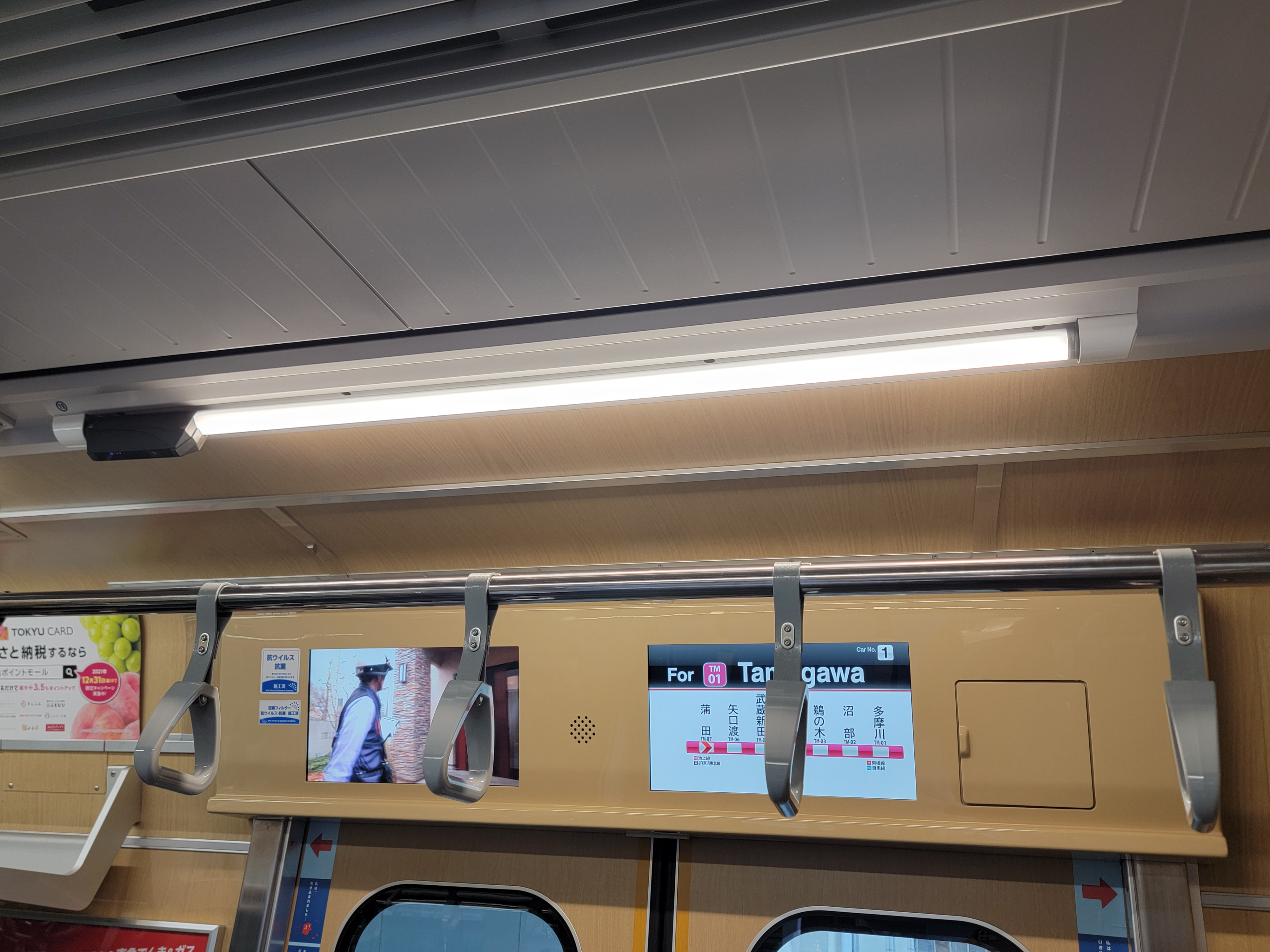
車内照明一体型の防犯カメラ LCDも17インチとなっている。

客用ドア上部にはTIPによる15インチ液晶ディスプレイを2基設置している。5000系列と同一のレイアウトであり、右側の画面には通常停車駅・乗り換え案内・ドア開閉方向・駅ホーム設備案内などを表示するほか、異常時には運行情報も表示する。左側の画面には東急グループ各社のPR広告を表示するが、本系列では5000系列のように動画広告が流れないので画面上部に「TOQビジョン」ステッカーを貼付していない。近年は右側の画面レイアウトが5050系4000番台などと同一のデザインに変更されている。
運転室はワンマン運転に対応した設計で、運転席は車体中央寄りに配されている。ホーム監視モニタは1000系や7700系などでは前面上部に設置されていたが、本系列では運転台コンソールの中央にある速度計と左側にある電流計と空気圧計の間に2面を設置したことで前方視界の改良を図っている。運転室と客室の仕切窓は5000系列と同じ構成であるが、運転席背後の窓寸法は同系列より縮小されている。運転席背後と仕切扉には遮光ガラスが使用されているほか、遮光幕が設置されている。

### 走行機器など
5000系列と同様に、主要機器の二重化を図っている。
主制御器と補助電源装置が一体化されていることが特筆される。東芝製の装置が採用され、中間電動車のデハ7200形に搭載される。インバータユニットが3群設けられており、平常時は2つを主回路制御、1つを補助電源に使用するが、補助電源が故障した場合は主回路側の1つを補助電源用に用いることを可能とし、冗長性を確保している。
- 主回路側は低損失トレンチIGBT素子（3,300V/1,200A）による2レベル方式のVVVFインバータ制御で、1つのインバータユニットで4台の主電動機を制御する。また回生ブレーキおよび全電気ブレーキ機能を有する。
- 補助電源（SIV）側は容量を150kVAとした。IGBT素子の容量が小さくなっている（3,300V/800A）。

電動機は3000系・5000系列と同一の190kWかご形三相誘導電動機（TKM-99A）で、端子電圧は1,100V、電流128A、周波数62Hz、定格回転数1,825rpmである。歯車比も電動機回転数を抑制し騒音を低減する観点から87:14 (6.21) とされ、駆動装置にTD継手を採用している点も3000系・5000系列と同一である。
東急では3000系以降、電動車と付随車の構成（MT比）は1:1を標準としているが、本系列では駅間距離が短く、加減速頻度の多い池上・多摩川線で運用されることから、粘着性能確保の観点から2M1Tで構成される。
ブレーキシステムは回生併用電気指令空気式で、遅れ込め制御を有する。
台車は東急車輛製造製の軸梁式軸箱支持ボルスタレス台車で、ホイールベースは2100mmである。電動台車がTS-1019B、付随台車がTS-1020Cとなり、5000系列に用いられるものとは枝番が異なる。基本構造は両者とも共通化されており、基礎ブレーキ装置も片押し式ユニットブレーキとされている。

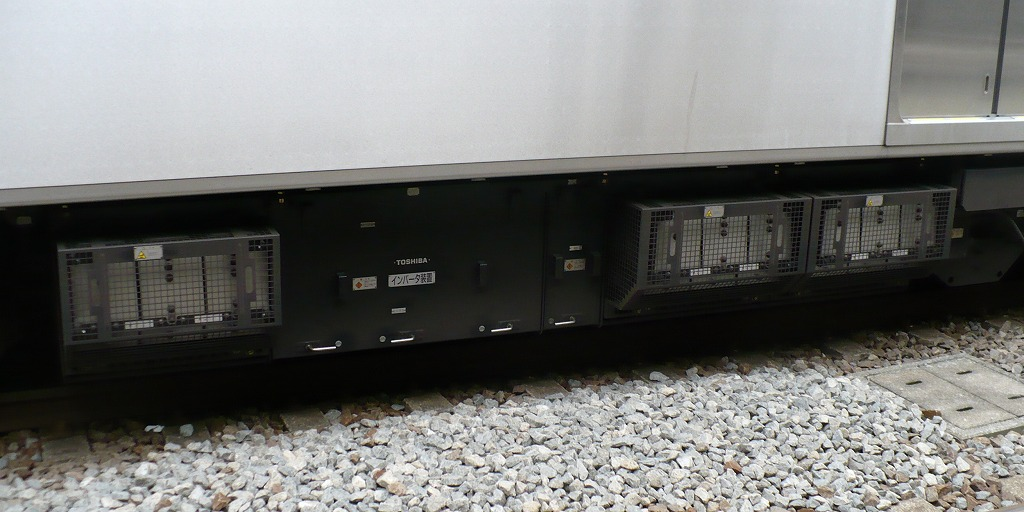
東芝製 VVVF/SIV一体形 インバータ装置 （SVF091-A0）
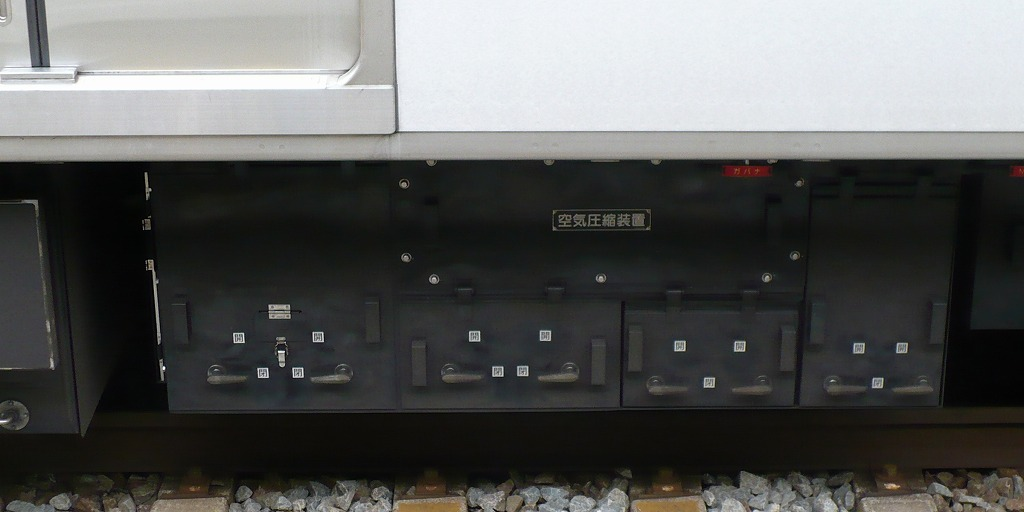
三菱電機製 スクロール式 空気圧縮機 （MBU1100YG-1）
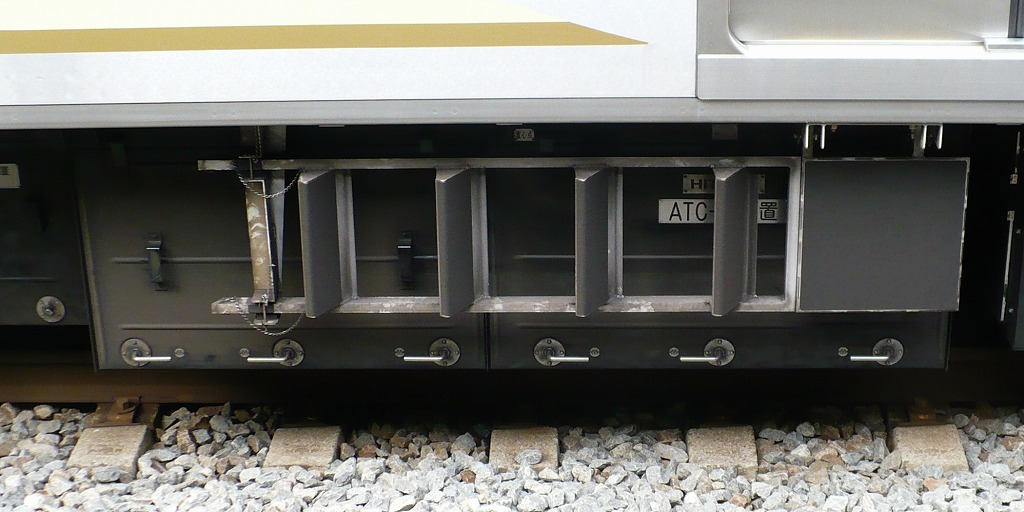
クハ7300形の ATC-P装置 （装置前にあるのは非常用ハシゴ）
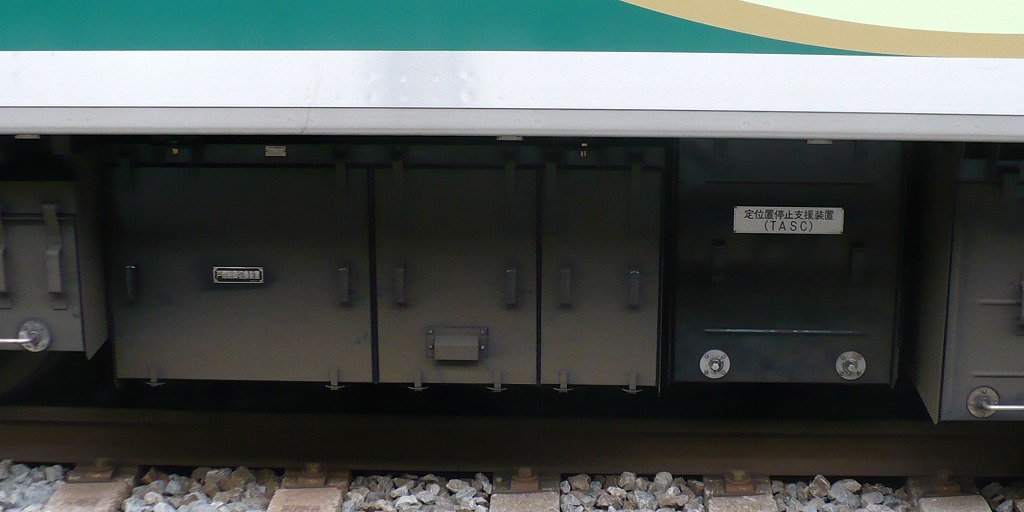
クハ7300形の 定位置停止支援装置（TASC、右）と 戸閉制御切換装置（左）

パンタグラフはシングルアーム式で、デハ7200形に2基搭載される。
空気圧縮機は騒音低減を図ったスクロール式で、両先頭車に各1台搭載される。
池上・多摩川線の保安装置は東急形ATS・TASCであるが、長津田車両工場に検査など入場する際はATC区間（東横線・大井町線・田園都市線）を経由する必要がある。1000系0番台および1500番台や7700系などではATC車上装置が搭載されていないためにATC区間の牽引車としてデヤ7200・7290形及び7500系「TOQ i」が必要とされていたが、本系列ではATC車上装置を搭載することにより牽引車を不要とした。なお、ATC装置本体およびTASC装置本体はクハ7300形に搭載、デハ7100形にはATC増幅器を搭載して両先頭車間を制御伝送するシステムである。

## 導入後の変遷

### 改造工事
- 2014年度に既存全7編成の前照灯・室内灯がLED化された[8]。
- 2019年頃より、車内の防犯カメラ設置が行われており、本系列では、車内照明と一体型の防犯カメラが採用されている。なお、既存の車内照明が寒色系の色味なのに対し、防犯カメラ一体型の物は暖色系の色味になっている[9]。

### 仕様変更

#### 2008年度製造分
- 貫通扉の取っ手の形状を変更[注 2]。
- 鴨居部のカバー形状を変更（同時期製造の5000系7次車と同等）

#### 2009年度製造分
- 車体外板の表面仕上げを変更

#### 2011年度製造分
- 車内荷物棚を金網状のものから板状のものに変更

#### 2017年度製造分
- 前照灯・室内灯のLED化[注 3]
- 行先表示器を白色LEDからフルカラーLEDに変更
- 車内案内表示器のLCDを15インチから17インチに変更
- 各車両車端部に防犯カメラの設置[注 4]
- 側引戸の化粧板に滑りやすい素材を採用
- 車内妻面上部の素材を変更
- 空調装置と一部台車の廃車発生品の利用[注 5]
- 歯車の歯数を変更（歯車比は同一）
- 東芝の鉄道事業を含む社会インフラ事業は2017年7月1日付で子会社に分社化されたため、インバータ装置の製造メーカーが東芝インフラシステムズに変更された[10]。

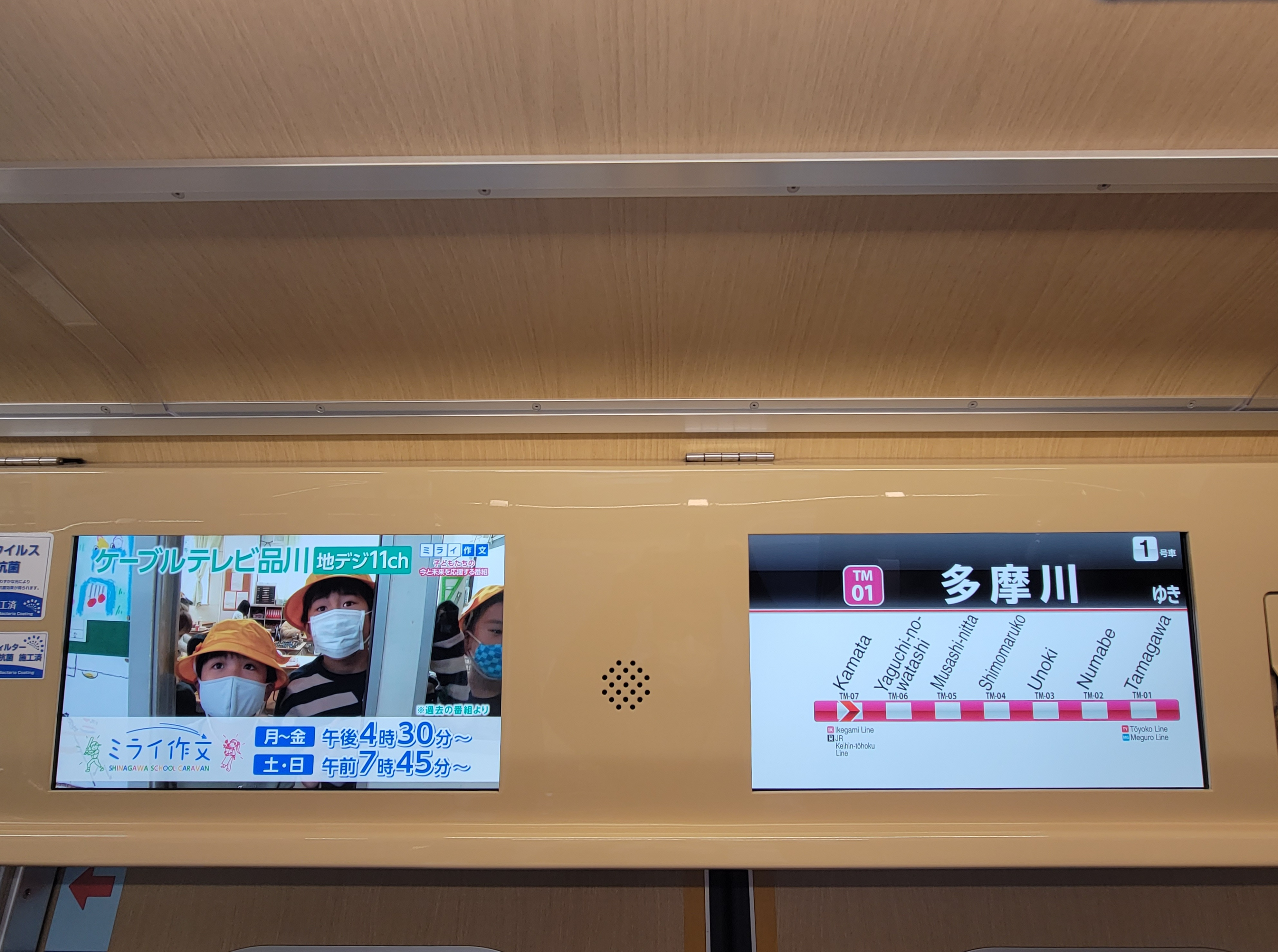
17インチに変更された車内案内表示器

## 編成表
※本節にて個別の編成を指す場合は、五反田・多摩川方のデハ7100形の車両番号を用いて、「7101F」（「F」は編成を意味するFormationの頭文字）のように表記している。
|          | ← ■五反田／■多摩川蒲田 →      | ← ■五反田／■多摩川蒲田 →      | ← ■五反田／■多摩川蒲田 →      | 製造年度 | 置き換えられた車両                       |
| 号車     | 1                             | 2                             | 3                             | 製造年度 | 置き換えられた車両                       |
| 形式     | デハ7100 （Mc）               | デハ7200 （M）                | クハ7300 （Tc）               | 製造年度 | 置き換えられた車両                       |
| 搭載機器 | CP                            | INV                           | CP                            | 製造年度 | 置き換えられた車両                       |
| 車両番号 | 7101 7102                     | 7201 7202                     | 7301 7302                     | 2007年度 | 1015F・1018F                             |
| 車両番号 | 7103 7104                     | 7203 7204                     | 7303 7304                     | 2008年度 | 1014F・1016F                             |
| 車両番号 | 7105                          | 7205                          | 7305                          | 2009年度 | 7603F                                    |
| 車両番号 | 7106                          | 7206                          | 7306                          | 2010年度 | 7915F                                    |
| 車両番号 | 7107                          | 7207                          | 7307                          | 2011年度 | 7913F                                    |
| 車両番号 | 7108 7109                     | 7208 7209                     | 7308 7309                     | 2017年度 |                                          |
| 車両番号 | 7110 7111 7112 7113 7114 7115 | 7210 7211 7212 7213 7214 7215 | 7310 7311 7312 7313 7314 7315 | 2018年度 | 7901F・7903F・7905F・7906F・7912F・7914F |

凡例　
- INV：インバータ装置（VVVF主制御器(1C4M2群)・SIV補助電源一体型）
- CP：空気圧縮機

## その他
- 2008年1月9日に第2編成(7102F)が営業運転を開始した際、先頭車の前面左上に「池上線・多摩川線 New Face SERIES 7000」と表記されたステッカーが掲出された。また、同時期に第1編成(7101F)にも「池上線・多摩川線7000系デビュー」と表記されたステッカーが掲出された。
- 2008年11月2日に第1編成(7101F)が、翌11月3日に第4編成(7104F)が「多摩川アートラインプロジェクト'08」貸切列車として東急多摩川線を走行した。
- 2019年11月10日に第14編成(7114F)が、こどもの国線を東急電車まつりの増発用臨時列車として走行した。Y000系以外がこどもの国駅に営業列車として入線したのは20年ぶりのことである。その後も2023年の第9編成(7109F)など、こどもの国線増発用臨時列車として本系列が度々充当される[12]。
- 2020年11月23日に第14編成(7114F)が、クラブツーリズム催行の「大人の社会科見学　長津田車両工場見学」として雪が谷検車区を出発し、池上線の蒲田駅、東急多摩川線の多摩川駅、目黒線の大岡山駅、大岡山駅引き上げ線、大井町線の二子玉川駅、田園都市線の長津田駅、こどもの国線の恩田駅を経由して長津田車両工場まで運行された[13]。